# 鼻竇增高術

X光顯示 左上顎竇增高

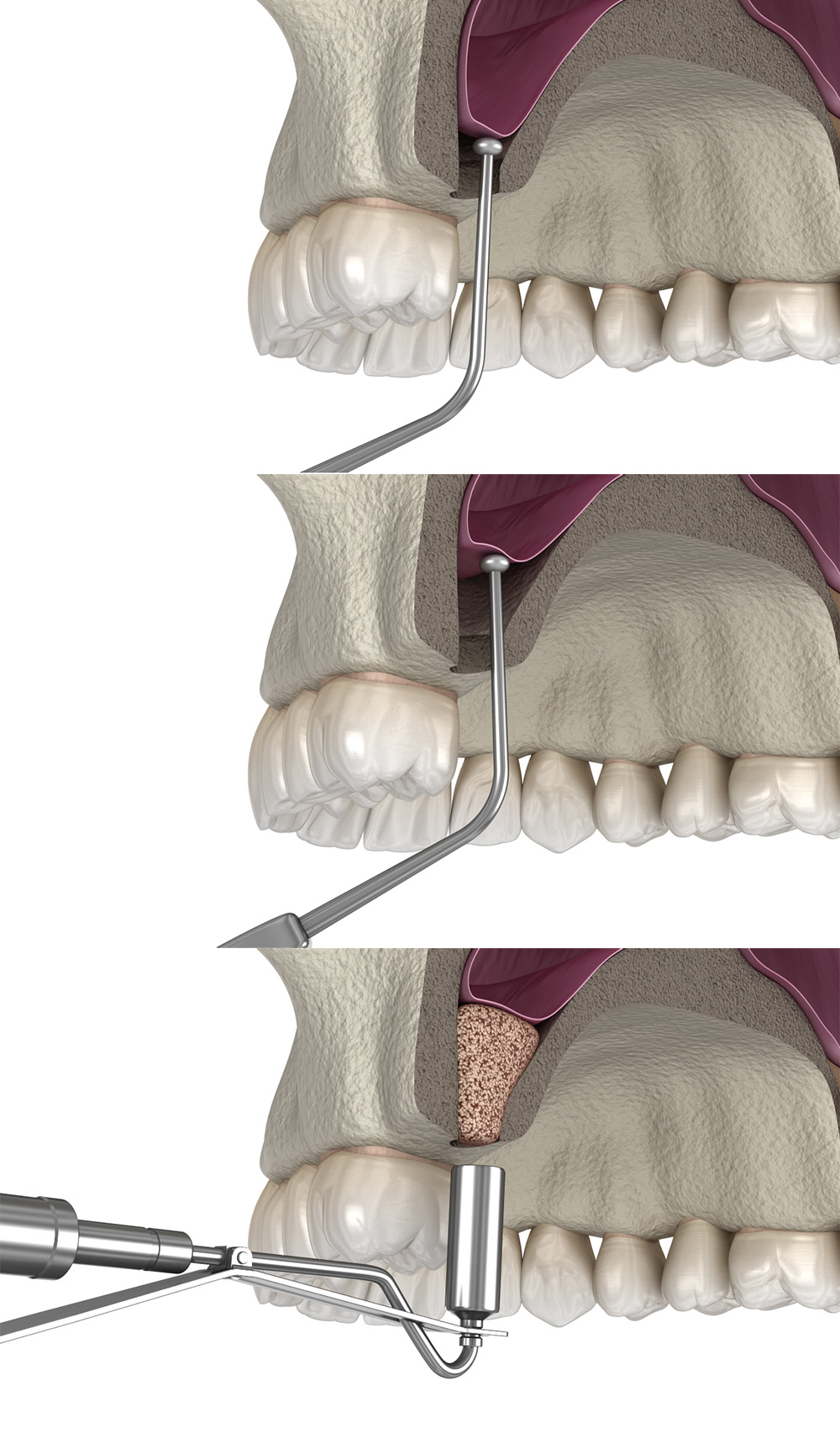
鼻竇增高術 3D圖解

上顎竇底部增高術 （也稱為鼻竇提升術、鼻竇移植術、鼻竇增高術或鼻竇手術）是一種外科手術，目的是透過提升下史奈德氏膜（鼻竇膜）並放置骨移植物來增加上顎後牙區（上頜骨）、前臼齒和臼齒區的骨量。 

當牙齒缺失時，齒槽骨開始重新塑造。空齒槽在癒合時塌陷，留下一個無牙區域，稱為脊。這種塌陷會導致周圍骨頭的高度和寬度損失。此外，當上顎臼齒或前臼齒缺失時，上顎竇會在此區域氣室化，進一步減少了底層骨頭的厚度。 總體而言，這會導致可用於植入牙科植體的骨體積減少，而牙科植體依靠骨整合來替換缺失的牙齒。鼻竇增高術的目的是將額外的骨頭移植到上顎竇之中，如此一來就有更多的骨頭來支撐牙科植體。 

## 適應症
雖然上顎後牙區需要更多骨量可能有許多原因，但在現代牙科治療規劃中最常見的原因是為將來放置牙科植體做好準備。
當鼻竇底部離放置牙科植體的區域太近時，就會進行鼻竇增高術（鼻竇提升）。執行這項手術是為了確保植體有足夠的空間，同時也保護鼻竇。鼻竇下降可能由以下原因引起：長期缺牙未治療、牙周病、外傷。
患有以下疾病的患者可能是進行鼻竇增高術的最適候選人。
- 上顎後牙區缺少一顆以上的牙齒
- 上顎後牙區骨量嚴重流失
- 因遺傳或先天缺陷導致缺牙
- 缺少大部分上顎牙齒，需要一個堅固的鼻竇底部來進行多次植牙

目前還不清楚，在牙齒／植體植入後一年內，採取鼻竇增高術是否比使用短的植體更能成功地減少假牙或植體失敗的數量。 

## 術式

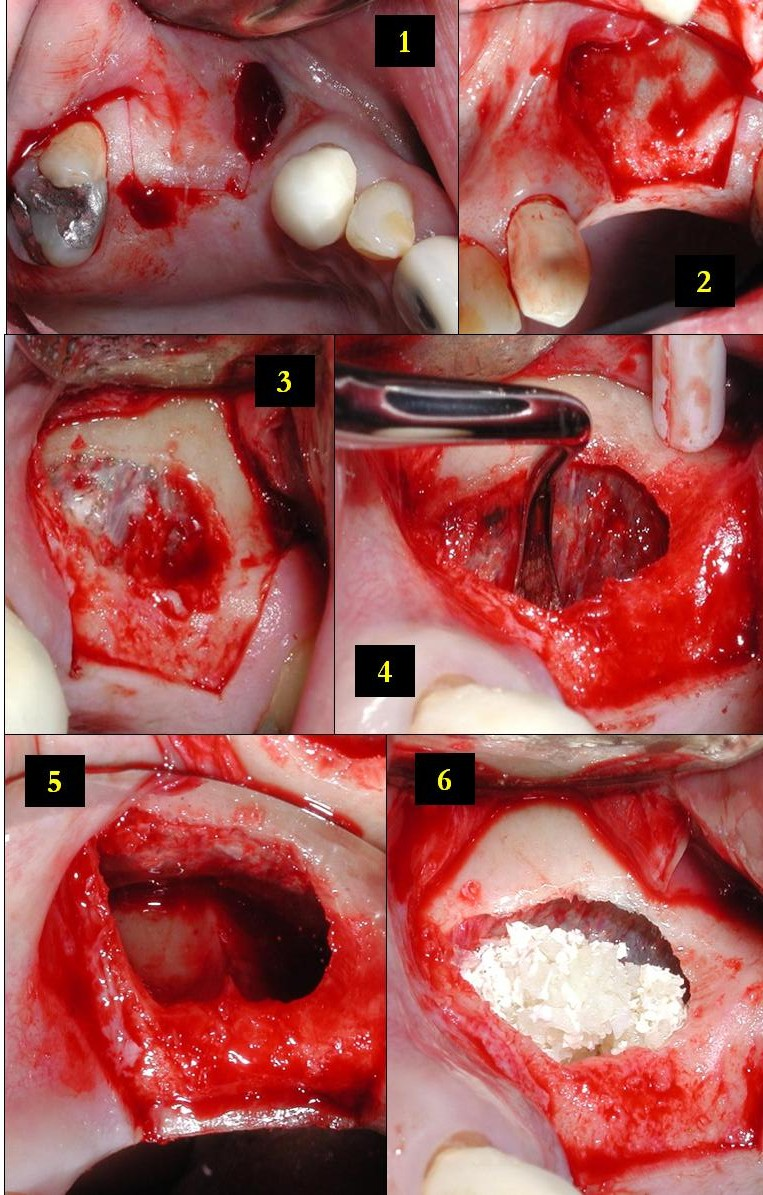
1) 缺少兩顆牙的無牙區做好術前準備，以備將來使用側窗鼻竇增高術放置植體；軟組織的切口如圖所示。2) 翻開軟組織皮瓣，露出左上顎竇下面的側壁。3) 用壓電儀器取出骨頭，露出其下的史奈德氏膜，這是上顎竇腔的內襯。4)透過細心的儀器操作，從鼻竇腔內部小心地剝離鼻竇膜。5)鼻竇膜從下鼻竇腔的內部顯現；現在可以看到鼻竇腔的骨頭底部，沒有內襯膜（注意:鼻竇內的三角形骨脊，稱為鼻竇中隔）。
6) 在鼻竇骨腔內新形成，位於完整膜下方的間隙，植入取自屍骨的同種異體骨。鼻竇的底部將比以前高出大約10公釐左右，提供足夠的空間將植體植入無牙區。

在進行鼻竇增高術之前，先診斷判定患者鼻竇的健康狀況。拍攝環口放射線攝影以勾勒出患者的上顎和鼻竇。在特殊的情況下，錐狀射束電腦斷層掃描更適合測量鼻竇的高度和寬度，並且排除任何鼻竇疾病或異常狀態。
鼻竇增高術有幾種不同的方法。

### 傳統鼻竇增高術或側窗術
進行鼻竇增高術有多種方法。手術從患者口腔內進行，醫生在牙齦上做一切口。切開後翻起牙齦組織，露出鼻竇的外側骨壁。接著在骨壁上切出一個「窗口」，讓史奈德氏膜露出。將膜與骨頭分離，把骨移植物放置到新創建的空間中。然後縫合牙齦，讓移植物癒合4-12個月。
所使用的移植物材料可以是自體移植物、同種異體移植物、異種移植物、異質移植物（注入生長因子的膠原蛋白基質）、合成變體或其組合。研究指出，根據引導骨再生術的原理，僅僅提升鼻竇膜、創造一個空間和血塊形成就可能產生新骨頭。該術式的長期預後成功率估計為94%。

### 骨鑿增高術
作為替代方案，可以透過侵入性較小的骨鑿增高術來增高鼻竇。此種術式有幾種改良版本，皆源自於Tatum博士的技術，由Boyne博士和James博士於1980年首次發表。
Robert B. Summers博士講述了一種通用常在需要提升的鼻竇底部小於4公釐時進行的技術。這項技術是透過翻開牙齦組織並在距離鼻竇膜1-2公釐處，在骨頭中造出一個凹槽，然後利用骨鎚輕敲骨鑿進而推動鼻竇底部將其提升。骨鑿增高術能達到的鼻竇提升通常小於側窗術。牙科植體通常放置在鼻竇增高術時所形成的凹槽之中，等待與骨頭結合，骨整合通常持續4-8個月。此步驟的目的是刺激骨頭生長並且形成較厚的鼻竇底部，以支撐替換牙齒的牙科植體。
鼻竇的大小和形狀大大地影響了由齒脊處提升鼻竇底部後新骨頭的形成:透過此種術式，只有在狹窄的鼻竇腔中，可以預期達到大量新骨再生的結果。在術前規劃時，選擇由齒脊處提升鼻竇底部這項治療時，頰顎鼻竇寬度(bucco- palatal sinus width)應被視為一個重要的因素。 
Bruschi 博士和Scipioni博士 講述了一種類似的技術（鼻竇底部的局部管理或稱L.M.S.F.），此種技術以半層瓣手術為基礎。這項技術增加了齒脊的可塑性，並不使用鼻竇正下方的骨頭，而是內側壁上的骨頭，因此可以用於通常需要用到側壁技術治療的更極端骨吸收案例，癒合期縮短至1.5-3個月。近來也引進一種電子槌 ，以簡化該技術和類似技術的應用。

## 併發症
鼻竇增高的主要風險是鼻竇膜可能被穿孔或撕裂。如果出現這種情況，補救措施包括縫合撕裂處或在其上貼上補丁；在某些情況下，手術會完全停止，讓傷口有時間癒合，通常是3-6個月。鼻竇膜通常會變得更厚更強韌，讓第二次手術更容易成功。雖然少有記述，但當第一次手術只有增高鼻竇膜沒有放入額外材料時，這種二次干預也可以很成功。 
除了鼻竇膜撕裂之外，進行鼻竇增高術時還其他風險。特別是鼻竇增高處和鼻竇複合體(sinonasal complex)的密切關聯可誘發鼻竇炎，有可能演變成慢性鼻竇炎引起嚴重症狀。根據Felisati分類，由上顎竇增高術引起的鼻竇炎為第一類鼻竇炎併發症，應採用鼻內視鏡和耳內手術聯合治療。除了鼻竇炎之外，其他與手術相關的風險包括:感染、發炎、疼痛、搔癢、過敏反應、組織或神經損傷 疤痕形成、血腫、移植失敗、口腔鼻竇相通/口腔鼻竇瘻管、植體傾斜或鬆動、出血。

## 術後恢復
大約需要3-6個月，鼻竇增高術後的新生骨才能成為患者本身鼻竇底部骨頭的一部分。在嘗試植入植體之前，有時需要長達6個月的癒合時間。然而有些醫生會同時間進行鼻竇增高和植體種植，以避免兩次手術的必要性。

## 歷史
1974年，Oscar Hilt Tatum, Jr.實施了第一個上顎竇底部增高術。
1974年，Hilt Tatum Jr.博士在準備進行鼻竇移植的過程中首次實施了鼻竇增高術。1975年2月，Tatum在阿拉巴馬州歐佩萊卡的李縣立醫院進行了第一次鼻竇移植，隨後植入並成功修復了兩個骨內膜植體。1975-1979年間，大部分鼻竇內襯提升都是使用充氣導管完成的。在此之後，已經開發出適合的儀器來處理鼻竇中遇到的不同解剖表面的內襯提升。1976年，Tatum在阿拉巴馬州伯明罕舉行的阿拉巴馬州植牙大會上首次提出此一概念，並在之後每一年多場研討會中介紹了技術的發展，直到1986年他發表了一篇文章講述這項手術。1977年或1978年，Tatum在美國植牙學會年度會議上發表鼻竇移植的演講，邀請Philip Boyne博士參與討論並向他介紹此一手術。1980年，Boyne和James首次將這項技術發表出版，他們發表了將自體骨植入鼻竇並經過六個月癒合的病例報告，隨後再植入刀片式植體。1994年，Boyne在阿拉巴馬州植牙大會的與會者面前證實了此一程序。

## 成本效益
與經齒槽脊的鼻竇增高術相比，側窗鼻竇增高術的有效性（植體存活率）稍微高些，但成本卻高更多。從患者的角度來看，側窗手術較高的侵入性也是一項重要的決策標準。然而，對於植牙部位骨質大量減少的病例，經齒槽脊的鼻竇增高術可能不太有效。

## 外部連結
教育資源
- OsseoNews.com （页面存档备份，存于）對鼻竇增高術詳細的討論
- Sonosurgery.it （页面存档备份，存于）使用超音波儀器進行鼻竇增高術的案例紀錄

1. ↑  Boyne, PJ. De novo bone induction by recombinant human bone morphogenetic protein-2 (rhBMP-2) in maxillary sinus floor augmentation. J Oral Maxillofac Surg  2005 Dec;63(12):1693-707.  doi: 10.1016/j.joms.2005.08.018.
2. ↑  . www.colgate.com. （原始内容存档于2015-07-01）.
3. ↑  Wagner, F; Dvorak, G; Nemec, S; Pietschmann, P; Figl, M; Seemann, R. . Oral Diseases. January 2017, 23 (1): 55–61. PMID 27537271. doi:10.1111/odi.12571.
4. 1 2 3 4 5  Esposito, Marco; Felice, Pietro; Worthington, Helen V. . The Cochrane Database of Systematic Reviews. 2014-05-13, (5): CD008397. ISSN 1469-493X. PMID 24825543. doi:10.1002/14651858.CD008397.pub2.
5. ↑  Baciut, Mihaela; Hedesiu, Mihaela; Bran, Simion; Jacobs, Reinhilde; Nackaerts, Olivia; Baciut, Grigore. . Clinical Oral Implants Research. May 2013, 24 (5): 512–516. PMID 22220751. doi:10.1111/j.1600-0501.2011.02408.x.
6. ↑  . www.perio.org.   [2015-11-04]. （原始内容存档于2019-01-28）.
7. ↑  Kumar, Prasanna; Vinitha, Belliappa; Fathima, Ghousia. . Journal of Pharmacy & Bioallied Sciences. 2013-06-01, 5 (Suppl 1): S125–S127. ISSN 0976-4879. PMC 3722694 . PMID 23946565. doi:10.4103/0975-7406.113312.
8. ↑  Hurley LA, Stinchfield FE, Bassett AL, Lyon WH. . J Bone Joint Surg Am. October 1959, 41–A: 1243–54. PMID 13852565. doi:10.2106/00004623-195941070-00007.
9. ↑  Riben C, Thor A. . Clinical Implant Dentistry and Related Research. 2016, 18 (5): 895–905. PMID 26482214. doi:10.1111/cid.12360.
10. ↑  SUMMERS, ROBERT B. . Journal of Esthetic and Restorative Dentistry. May 1998, 10 (3): 164–171. ISSN 1496-4155. PMID 9759033. doi:10.1111/j.1708-8240.1998.tb00352.x.
11. ↑  Stacchi, Claudio; Lombardi, Teresa; Ottonelli, Roberto; Berton, Federico; Perinetti, Giuseppe; Traini, Tonino. . Clinical Oral Implants Research. 2018-03-23, 29 (5): 465–479. ISSN 1600-0501. PMID 29569763. S2CID 4168825. doi:10.1111/clr.13144.
12. ↑  Bruschi, G. B.; Scipioni, A.; Calesini, G.; Bruschi, E. . The International Journal of Oral & Maxillofacial Implants. March 1998, 13 (2): 219–226. ISSN 0882-2786. PMID 9581408.
13. ↑  Bruschi, Giovanni B.; Crespi, Roberto; Capparè, Paolo; Bravi, Fabrizio; Bruschi, Ernesto; Gherlone, Enrico. . Clinical Implant Dentistry and Related Research. April 2013, 15 (2): 243–250. ISSN 1708-8208. PMID 21599829. doi:10.1111/j.1708-8208.2011.00348.x.
14. ↑  Crespi, Roberto; Capparè, Paolo; Gherlone, Enrico Felice. . Oral and Maxillofacial Surgery. 2013-01-18, 18 (1): 59–64. ISSN 1865-1550. PMID 23329162. S2CID 207045255. doi:10.1007/s10006-013-0389-2.
15. ↑  Kharazmi M, Hallberg P. . Br J Oral Maxillofac Surg.
16. ↑  Felisati, Giovanni, Chiapasco, Matteo, Lozza, Paolo, Saibene, Alberto Maria, Pipolo, Carlotta, Zaniboni, Matteo, Biglioli, Federico & Borloni, Roberto. . American Journal of Rhinology and Allergy. July 2013, 27 (4): e101–6. PMID 23883801. S2CID 207396181. doi:10.2500/ajra.2013.27.3936.
17. ↑  Listl S, Faggion CM. . J Clin Periodontol. Aug 2010, 37 (8): 777–87. PMID 20546083. doi:10.1111/j.1600-051X.2010.01577.x.